# Audy Item
Audy Item, właśc. Paula Allodya Item (ur. 23 kwietnia 1983 w Dżakarcie) – indonezyjska piosenkarka.
Jej mężem jest aktor Iko Uwais.

## Życiorys
Urodziła się w 1983 roku jako córka muzyka jazzowego Jopie’go Itema i Evie Aquanthie Aziz. Jej bratem jest Stevie Item, gitarzysta zespołu Andra and The BackBone.
W wieku 18 lat wydała swój debiutancki album pt. 18, który przyniósł jej szeroką rozpoznawalność na rynku indonezyjskim. Utwory „Bila Saja”, „Menangis Semalam”, „Arti Hadirmu” stały się lokalnymi przebojami. Drugi jej album pt. 20-02 również okazał się sukcesem komercyjnym.
W 2003 roku otrzymała szereg nagród AMI (Anugerah Musik Indonesia), w kategoriach: najlepszy album popowy – za 18, najlepszy solowy artysta rockowy – za „Bila Saja”, najlepsza solowa artystka popowa – za „Menangis Semalam”, najlepsze dzieło produkcyjne – za „Menangis Semalam”.

## Dyskografia
Źródło: .
Albumy studyjne
- 2002: 18
- 2004: 20-02
- 2005: 20-02 Repackage
- 2006: 23-03
- 2010: Selalu Terdepan